# Metzer Annalen
Als Metzer Annalen, eigentlich lateinisch Annales Mettenses (priores), wird ein in lateinischer Sprache verfasstes anonymes fränkisches Geschichtswerk aus dem frühen 9. Jahrhundert bezeichnet. 
Das Werk wird oft Annales Mettenses priores (ältere bzw. frühere Metzer Annalen) genannt, da auch eine spätere Bearbeitung und Fortsetzung der Annalen vorliegt, die heute als Annales Mettenses posteriores bezeichnet wird. Die Metzer Annalen wurden 1641 von ihrem ersten Herausgeber, André Duchesne, als Annales Francorum Mettenses bezeichnet. Bis in das 19. Jahrhundert hinein verstand man unter Annales Mettenses die Annales Mettenses posteriores. Erst die Entdeckung eines aus dem 12. Jahrhundert stammenden Manuskripts in der Kathedralbibliothek von Durham im Jahr 1895 durch Karl Ludwig Hampe belegte die frühere Existenz eines eigenständigen Werks, das heute zur Unterscheidung von der späteren Bearbeitung als Annales Mettenses priores bekannt ist und auf das sich die nachfolgenden Ausführungen beziehen.
Duchesne nahm an, dass die Annalen in Metz entstanden sind, weil das ihm verfügbare Manuskript aus dieser Stadt stammte und in dem Werk Arnulf von Metz besonders gelobt wurde. Das Werk wurde aber nach Ansicht der neueren Forschung an einem anderen Ort verfasst, vielleicht in der Abtei Chelles (so Hartmut Hoffmann). Möglicherweise hat Gisela, eine Schwester Karls des Großen und Äbtissin im dortigen Kloster, die Abfassung der Annalen angeregt, die wohl im Jahr 806 erfolgte. Allerdings wurde in der Forschung auch Saint-Denis als möglicher Entstehungsort erwogen (so Irene Hasselbach). Eventuell war der anonyme Verfasser selbst eine Frau, wenngleich dies in neuerer Zeit bezweifelt wurde.
In den Metzer Annalen werden Ereignisse aus merowingischer und karolingischer Zeit geschildert. Die Annalen beginnen im Jahr 678 und enden 805. Es finden sich noch spätere Zusätze bis ins Jahr 830/831, die aber nicht mehr von demselben Autor stammen und bis 829 den Schilderungen der Reichsannalen folgen; dem schließt sich ein letzter Zusatz zum Jahr 830 an.
Die Annalen bieten eine Kompilation aus älteren Quellen (unter anderem der Fortsetzung der Fredegar-Chronik und den Reichsannalen), beinhalten aber anscheinend auch Material aus heute verlorenen Werken; die Schilderung der Jahre 803 bis 805 ist eine offenbar selbstständige. Der Autor der Metzer Annalen übernahm oft ganze Passagen aus seinen Vorlagen, hielt aber nicht immer stringent das annalistische Darstellungsschema ein. Die Darstellung ist teilweise recht detailliert, aber nicht immer zuverlässig, vor allem aufgrund der unverkennbar pro-karolingischen Tendenz. Stilistisch sind in den Annalen Einflüsse der sogenannten „karolingischen Renaissance“ feststellbar, was etwa gewisse Anlehnungen an antike Autoren betrifft. In diesem Sinne übertraf die Darstellung die des Liber Historiae Francorum bei weitem und ist auch ausführlicher, so beispielsweise hinsichtlich der Schlacht bei Tertry.
Die Annalen stellen im Prinzip eine karolingische Familiengeschichte dar. Das Ziel des Verfassers war offenbar die Glorifizierung des karolingischen Hauses, vom Aufstieg im Merowingerreich bis zur Divisio Regnorum, die mit dem Werk wohl ebenso gerechtfertigt werden sollte wie allgemein die Herrschaft der Karolinger. Die karolingischen Könige erscheinen in den Annalen als Erfüller eines göttlichen Plans und der Aufstieg der Karolinger zur Königsmacht und schließlich zum Kaisertum somit als folgerichtige Entwicklung. Da die Macht der Karolinger in dieser Zeit gefestigt zu sein schien, finden sich in dem Werk recht viele Informationen zu deren Gegnern aus früherer Zeit, was nun anscheinend als unproblematisch empfunden wurde.

## Ausgaben und Übersetzungen
- Bernhard von Simson (Hrsg.): Scriptores rerum Germanicarum in usum scholarum separatim editi 10: Annales Mettenses priores. Hannover 1905 (Monumenta Germaniae Historica, Digitalisat).
- Paul Fouracre, Richard A. Gerberding (Hrsg.): Late Merovingian France: history and hagiography, 640-720. Manchester 1996, S. 350ff. [engl. Teilübersetzung]